# Amorphophallus corrugatus
Amorphophallus corrugatus är en kallaväxtart som beskrevs av Nicholas Edward Brown. Amorphophallus corrugatus ingår i släktet Amorphophallus och familjen kallaväxter. Inga underarter finns listade.